# The Archies (álbum)
| Críticas profissionais | Críticas profissionais |
| Avaliações da crítica  | Avaliações da crítica  |
| Fonte                  | Avaliação              |
| ---------------------- | ---------------------- |
| Allmusic               | [ 2 ]                  |

The Archies é o álbum de estreia do The Archies, uma banda pop fictícia dos quadrinhos da Archie Comics. O álbum foi originalmente lançado no selo da Calendar Records em 16 de fevereiro de 1968 e incluiu 12 músicas. Foi produzido por Jeff Barry e co-produzido por Don Kirshner. O single de estreia da banda foi "Bang-Shang-A-Lang" e atingiu o número 22 na Billboard Hot 100 em 1968. O álbum atingiu o pico da Billboard 200 no número 88. A música "Seventeen Ain't Young" tornou-se um dos 40 singles mais vendidos na Austrália por Frank Howson em 1969.

## Lista de músicas
1. "Archie's Theme (Everything's Archie)" (Jeff Barry)
2. "Boys and Girls" (Jeff Barry)
3. "Time for Love" (Mark Barkan, Ritchie Adams)
4. "You Make Me Wanna Dance" (Jeff Barry)
5. "La Dee Doo Down Down" (Jeff Barry)
6. "Truck Driver" (Jeff Barry)
7. "Catchin' Up On Fun" (Mark Barkan, Ritchie Adams)
8. "I'm in Love" (Jeff Barry)
9. "Seventeen Ain't Young" (Jeff Barry)
10. "Ride, Ride, Ride" (Jeff Barry)
11. "Hide and Seek" (Mark Barkan, Ritchie Adams)
12. "Bang-Shang-A-Lang" (Jeff Barry)

## Equipe técnica
- Vocais: Ron Dante
- bateria: Gary Chester
- Guitarras: Dave Appell
- Baixo elétrico: Joey Macho
- Teclados: Ron Frangipane

## Posições nas paradas
Álbum
| Ano  | Parada        | Melhor posição |
| ---- | ------------- | -------------- |
| 1968 | Billboard 200 | 88             |

Singles
| Ano  | Single              | Parada            | Melhor posição |
| ---- | ------------------- | ----------------- | -------------- |
| 1968 | "Bang-Shang-A-Lang" | Billboard Hot 100 | 22             |